# Полочане

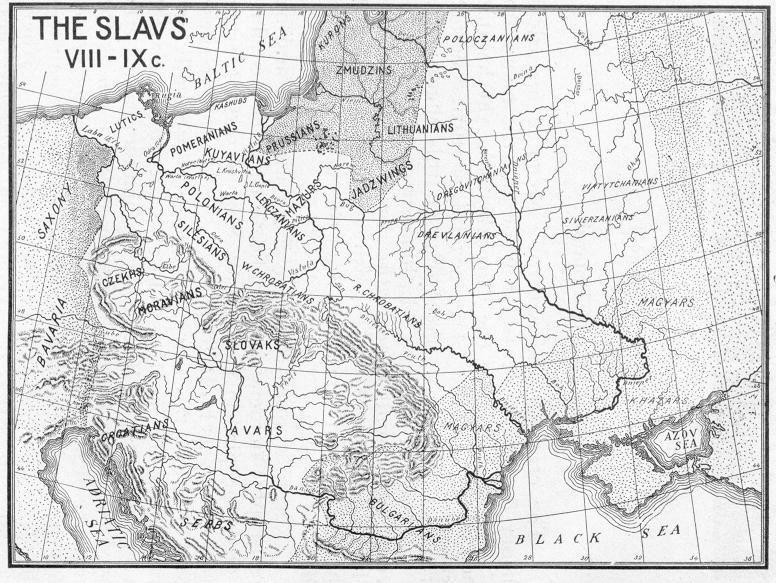
Расселение славянских племён в IX веке

Полоча́не (др.-рус. поло́чаны), западные кривичи или полоцкие кривичи — группа кривичей, населявшая территорию современной Витебской и север Минской области. 
На территории расселения полочан сформировалось Полоцкое княжество.

## Расселение
В средневековье по Западной Двине и Днепру проходили пути, которые связывали Северную Европу с Византией и другими районами Восточного Средиземноморья. В летописях этот путь получил название «Из варяг в греки». Предполагается, что этот путь оказал значительное влияние на формирование цивилизационного пространства в Восточной Европе.
Земли полочан простирались по обоим берегам Западной Двины далеко от Полоцка вплоть до Балтийского моря и граничили со следующими племенами:
- на юго-востоке — смоленские кривичи;
- на севере и востоке — псковские кривичи и ильменские словене соответственно;
- на западе — балты;
- на юге — дреговичи.

На юге полочане распространялись до верховьев Свислочи и по левому берегу среднего течения Березины — до земли дреговичей.
Полочане упоминаются в Повести временных лет, которая объясняет происхождение их имени от названия реки Полота. В летописи утверждается, что кривичи произошли от полочан. В Никоновской летописи упомянут поход на полочан Аскольда и Дира под 865 годом: «…воеваша Асколдъ и Диръ полочанъ и много зла сътвориша».
Крупнейшими поселениями кривичей-полочан являлись Полоцк (862), Витебск (974), Лукомль (1078), Изяславль (985), Усвяты (1021), Копысь (1059), Минск (1067), Орша (1067), Друцк (1078), Логойск (1078).
По новейшим данным сравнительной лингвистики, полочане говорили на полоцком диалекте кривичского племенного языка. На основе полоцкого диалекта сформировались северные и северо-западные белорусские говоры.